# ブルー・バリエット

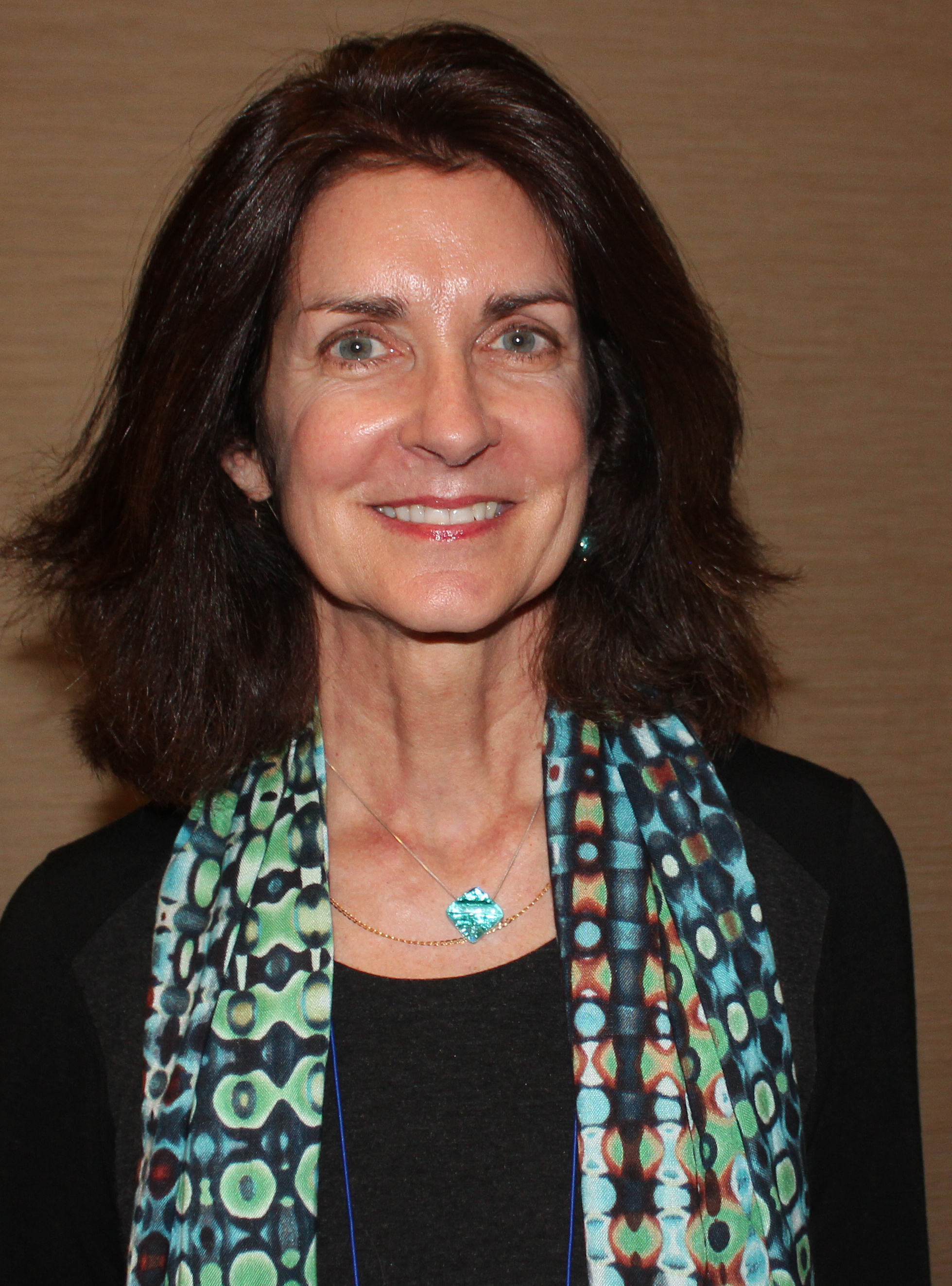
バリエット（2015年）

エリザベス・ブルー・バリエット・クライン（Blue Balliett、1955年 - ）は、アメリカの作家である。彼女の最初の著書は『Chasing Vermeer』である。Chasing Vermeerは2004年に子供向けベストセラーリストに載った。この物語では、2人の小学6年生がフェルメールの絵にまつわる謎を解く手助けをしている。またペントミノ、パターン、そして偶然の一致に関係している。フランク・ロイド・ライトが設計したロビーハウスと、彼のお守りである翡翠の魚にまつわるミステリーである。今回は、ペトラとカルダーの2人の主人公に、カルダーの旧友であるトミー・セゴビアが加わる。2006年4月に『ライト3』という続編が出版された。